# 灰色的果實
《灰色的果實》是由FrontWing於2011年2月25日發售的日本成人遊戲。2012年2月24日發售第2作《灰色的迷宮》。2013年5月24日發售第3作《灰色的樂園》。2017年4月28日發售第4作《灰色：幻影扳機》。
於2013年2月21日由PROTOTYPE發售PlayStation Portable移植版《灰色的果實 -LE FRUIT DE LA GRISAIA-》。2013年8月8日發售PlayStation Vita移植版《灰色的果實 -LE FRUIT DE LA GRISAIA-》。
2014年10月至12月播出電視動畫。

## 概要
本作是作為FrontWing創立10周年的紀念作品。標題的「Grisaia」是採自法文美術用語「Grisaille」的變體，意為「灰色」。
角色設計是由以動畫「化物語」而廣為人知的動畫家渡邊明夫和以FrontWing過去的作品「星之歌」聞名的來擔任，其中フミオ所設計的人物較多，而渡邊明夫還負責擔任開頭動畫的監製。

## 故事
故事的舞台是個名叫三嶋崎的濱海城鎮。在2011年5月，三嶋崎這裡有間於一年前設立的「私立美濱學園」的住宿制學校，於同月的24日，一名少年風見雄二轉入這間學校促成了故事的開端。
在外界鮮有人知、以高聳圍牆隔絕與外界的聯繫的美濱學園，本來是只有五名學生，而且全為女性的新學校，在轉學生也是唯一的男學生雄二轉入後，便在這些有著豐富個性的女學生的包圍下，過著平和又安樂的日子。
可是，在這些平淡的日子背後，美濱學園的五名女學生其實都有著無法向他人述說的晦暗過去，在雄二於學校的日子中，也逐漸接近這些女孩所抱持著的秘密。

## 登場人物
聲：PC版／PSP版、PSV版與電視動畫版

### 主要角色
風見雄二（聲：無／櫻井孝宏、諏訪彩花（幼年期）（電視動畫版））
身高：178cm；體重：62kg
本作品的男主角，私立美濱學園二年級學生。
十多歲時家人相繼過世，此時被日下部麻子收養，進入了裏世界，之後更繼承麻子的職位，成為「會社」的「掃除人」，同時也繼承了王牌代號「9029」這個名稱。
因為想要「過著普通的學校生活」，由千鶴幫忙、以「加拿大來的轉學生」的名義轉進美濱學園二年級。
個性非常冷靜，非必要時不會接近他人，也不會拒絕他人的親近。自小受麻子教導，每天都會晨跑十六公里與讀書，因此擁有高水準的體力與知識。感情冷淡，不擅長與人交流。不過做事非常認真，甚至有時還會認真過頭。
雙親只疼愛身為天才的姐姐一姬，從小備受冷落（特別是父親），不過卻很受一姬溺愛。
榊由美子（聲：一色光／田中涼子）
生日：11月10日；血型：A；身高：163cm；三圍：85（D）/57/87
美濱學園二年級學生，學園理事長「榊道昭」的獨生女，擁有一頭及腰的黑色長髮與相配的秀麗臉龐，舉止和言談都給人受過良好家教的感覺。
不過個性冷淡且愛挑剔，因此除非必要，否則都是獨自一人行動著。
隨身攜帶美工刀，被惹火時就會拿出來恐嚇對方。
興趣是讀書，尤其喜歡推理小說。雖然是大小姐，可是喜歡吃沖泡乾麵等垃圾食品。
在校成績與幸並列第一，但運動能力是所有學生中最差的。
不喜歡自己的家庭，尤其是自己的父親，在父親要來與她見面時都會避而不見。
有熬夜上網的習慣，因此上課常遲到。會瀏覽成人網站，性知識豐富但外表看不出來，同時也擅於投資。
「果實」的象徵物是葡萄，「迷宮」時的象徵物為繡球花。
周防天音（聲：雪見そら／田口宏子）
生日：3月3日；血型：A；身高：169cm；三圍：91（F）/59/88
美濱學園三年級學生，喜歡照顧人，如同姐姐一般的少女。曾休學一年，實際年齡比雄二大兩歲。視力很差，現在有配戴隱形眼鏡。
身材姣好，本人對此也有自覺，於是平常的打扮都是露出度很高的服裝，給人一種「好色的大姐姐」的印象。
老家在銀座經營料亭，因此也擅長料理。
由於是學生中年紀最大的，加上愛照顧他人的個性，因此在宿舍裡自動擔任起照顧眾人生活的職責，會特別照顧生活能力最差的蒔菜。
因為曾是暴走族的父親的影響而喜歡各種車輛，有汽車與機車的駕照，在宿舍旁的停車場裡還有自己的機車停在裡面。可是平常個性還算溫和的她一開起車來就會變得非常狂野，讓人絕不會想再搭第二次。
因為出身京都的母親的影響，興奮時語調會轉為關西腔。
與雄二的姐姐一姬都曾是瀧園學園的學生與籃球社成員，同時也是「瀧園學園巴士翻覆事故」中唯一的生還者。當時的外貌打扮十分土氣，和現在亮麗的裝扮幾乎判若兩人。
一開始說謊對雄二一見鍾情，但其實在聽到名字就已經理解到他是一姬的弟弟。
「果實」的象徵物是櫻桃，「迷宮」時的象徵物為山茶花。
松嶋滿（聲：羽仁麗／水橋香織）
生日：12月25日；血型：O；身高：155cm；三圍：80（B）/52/82
美濱學園二年級學生，有著金髮雙馬尾造型。
非常憧憬傲嬌類型的角色，於是特意將自己打扮成現在這模樣，不過為了弄出完整的金髮，從頭髮末端到髮根都用脫色劑的緣故而常弄到自己很痛的樣子。
開朗活潑的氣氛製造者，不擅長學習，常做出前後矛盾的回答。天生運氣很差，亦為此有不好的經歷，像是有著商店街的抽獎全都抽到「沒中」的傳奇故事。
左手上常戴著水色的布藝髮圈，並在腰上戴著幸所製作的粉紅色鯊魚腰包。
是女主角中體能最出色的人，尤其擅長短跑。
雖然討厭吃酸的東西，但還是要求自己得攝取過量維他命C的理由是以為會變聰明，並以為沙丁魚、金槍魚等都富含維他命C，但其實是DHA。
自小心臟很弱，在其初中時的好朋友在其面前自殺後突然病發，於是前往美國接受了心臟移植手術，也因此有了另一人格。動畫中為了表示人格有所變化所以眼睛會變為綠色，但遊戲中並無此情況。
「果實」的象徵物是檸檬，「迷宮」時的象徵物為向日葵。
入巢蒔菜（聲：民安友繪／たみやすともえ）
生日：1月13日；血型：AB；身高：144cm；三圍：71（AA）/57/78
美濱學園一年級學生，個性看似天真無邪，其實很難以捉摸，且只要相處五分鐘左右就能給人「這孩子很不妙」的感覺，稱雄二為「哥哥」(後面改稱爸爸)。很崇拜天音，並稱呼她為「天姐」。雖然住在學生宿舍卻幾乎沒使用自己的房間，總是往天音的房間跑。
因為小時候隨著雙親工作前往海外的關係，有著不錯的英語能力。
原是在政治、產業、流通都十分有影響力，同時也常常進行貪汙舉動的女系家族「入巢家」的繼承者。入贅的父親為了阻止貪汙歪風，挺身而出對抗入巢家，但最後被入巢家設計，綁架蒔菜要他交付贖金，最後更因此遭到殺害。因為父親在自己面前死掉的衝擊太大，陪伴了父親的屍體六天之後才被救出，因此失去了言語能力且長期住院，過了幾年後終於恢復；現在與入巢家是處於斷絕關係的狀態。
有個同母異父的妹妹，但對方以為她已經死亡，蒔菜也被嚴令不得接近對方。
因上述事件對父親十分尊敬與喜愛，但對利用與捨棄了自己的母親已經毫無感情。
有著天生就極為優越的視力與集中力，記憶力也頗為出色，只看過一次的書也能記住內中文字。因為過去長期住院的緣故是眾人中體力最差的，但潛力出色，在個人路線中因雄二的指導而展現出優異的才能。
「果實」的象徵物是草莓，「迷宮」時的象徵物為牽牛花。
小嶺幸（聲：岡村美佳沙／清水愛）
生日：9月23日；血型：O；身高：151cm；三圍：82（C）/56/83
美濱學園一年級學生。個性認真且責任感強。相當有禮貌，對除了同年紀的蒔菜之外的人都會使用敬語。
雖是班上最年輕的人，卻跳過其他高年級生成為班長。學習成績與由美子並列第一，體育成績也是女主角中最好的。
性格有些天然呆，會相信任何人說的話，還會用一切手段去加以實行，因此有過做出讓周遭人物一同被捲入的紛亂事蹟。
除了在學校上課外都會穿著女僕裝。本人表示有平常用、運動用、夏季用、寒帶用、鎮暴用、醫療用和婚喪喜慶出席用等七種女僕裝，鎮暴用的女僕裝還具有防彈功能。
特別的勤奮，總是忙於打掃校園和宿舍而沒有閒暇的時間，也是宿舍實質上的管理人，因為也有監管網路的緣故，而知道由美子平常有瀏覽哪些網站。
很喜歡鯊魚，滿帶在身上的粉紅色鯊魚腰包即是她的作品，可見本身也很心靈手巧。
父親在車禍中過世，母親也因此昏迷不醒而住院，因此與情況相近的蒔菜感情很好。
與蒔菜都有接受雄二的特別指導，擅長以小刀為主的近戰格鬥技巧與並精通爆破技術。
「果實」的象徵物是蘋果，「迷宮」時的象徵物為鬱金香。

### 其他角色
風見一姬（聲：青山由香里／友永朱音）
生日：3月22日；血型：B；身高：150cm；三圍：76（A）/57/78
風見雄二的姊姊，周防天音的摯友。私立瀧園學園學生。
身材嬌小，有著被稱為「超壓縮記憶法」的快速文章記憶法，因為閱讀眾多書籍而有極為豐富的知識量，加上出色的觀察力與判斷力，成為他人與自己都認同的天才。但本人不怎麼喜歡被當成天才。
認為周圍的人「都很無聊，無聊到讓自己想睡」，因此朋友不多，不過卻很溺愛弟弟，這份情感甚至到了有點危險的地步。
對於任何接近自己親弟弟雄二的女性都會吃醋，時常以認為雄二身邊的女性不夠格成為雄二的朋友為由排除。
由於溺愛弟弟的關係，非常在意雄二對於自己的想法與看法。
與天音同年，在瀧園學園中都是籃球社的社員。
被判定在數年前發生的「瀧園學園巴士翻覆事故」中身亡（其實有被人救出），也因此影響與其相關人們的人生。
被救援人員在山林中發現，送至醫院不幸被研究人員發現，將她作為「塔納托斯系統」的本體，在灰色的樂園中被救出。
之後左手一直配戴著機械手臂，直到全員都來到島上生活後才脫下手臂，表明並非義肢，僅為開一個玩笑。
「果實」的象徵物是西洋梨，「迷宮」時的象徵物為百合。
橘千鶴（聲：牧泉美／柳瀨洋美）
生日：5月20日；血型：O；身高：157cm；三圍：86（D）/58/92
美濱學園的校長（學園長），同時也是國內私立大學的學部長兼副校長。
是縣知事（縣長）的獨生女，因此在各方面都能獲得通融。
以前曾經被雄二所救，為了感謝他，讓他轉入私立美濱學園就讀。
有著稚氣未脫的外表，常讓人誤認成中學生。對自己的身材抱持複雜的心情，為了不要被比較，所以很少站在天音旁邊。
「迷宮」時的象徵物為鈴蘭。
春寺由梨亞（聲：楠鈴音／鳴海エリカ）
生日：4月2日；血型：A；身高：172cm；三圍：96（G）/58/92
風見雄二的監護人兼在「會社」的上司，父親是德國人，母親是義大利人。原為美國籍，因為工作的緣故而歸化為日本籍，本名朱莉婭·巴爾德拉（Julia Bardera），雄二常將其舊姓名的第一個字合起來暱稱她JB。愛車是黃色的法拉利。
因為精通多國語言，日語也極為流利，給人一種國籍不明的感覺。
繼承父親嚴謹正經的個性與母親亮麗的外貌，不過有著因為過於一板一眼的個性常被他人利用而走霉運的事蹟。
是雄二的養母日下部麻子的青梅竹馬與同事，因為收到麻子的訃文才成為其監護人。
「迷宮」時的象徵物為薔薇。
入巢清夏（聲：唯香／矢口裕）
入巢蒔菜的母親，是女系家族「入巢家」的掌握者，政治、產業、流通都十分有影響力，也常常進行貪汙的舉動，設計陷害蒔菜的父親及蒔菜的妹妹的兇手，動畫版裡最後慘遭受到風見雄二槍殺身亡的報應。
入巢沙里菜（聲：淺倉弦希（電視動畫版））
入巢蒔菜同母異父的妹妹，同時也是政治、產業、流通都十分有影響力，也常常進行貪汙舉動的女系家族「入巢家」的繼承者。從沒見過自己的姐姐，以為她已經死亡了，遭受到她母親設計的爆炸意外，受到重傷而住院。
榊道昭（聲：鈴木恭介／津田英三）
榊由美子的父親，大企業「東濱急行電鐵集團」的總經理，也是美濱學園的理事長。
因為總是使用強硬的手段解決事情而被由美子討厭。
喵美爾（聲：綾瀬あかり／鈴木繪理（電視動畫版））
滿在美濱學園中庭花園內發現的黑貓，滿稱其為「貓喵」，雄二則是叫為「隆美爾」，最後則混合稱為「喵美爾」。
完成滿路線的攻略後，可在遊戲設定內將其叫聲設定為系統提示音。
鮪魚人（聲：イモ／三苫紘平）
本作之中的電視動畫節目出現、有著鮪魚身體卻長了人類手腳的英雄，主要戰鬥方式是擲出身體的部位攻擊敵人。
滿的初中朋友
滿的好友，喜歡的對象是有婦之夫，在獨自墮胎跟聽從對方去給其他男人們侵犯後，確信對方根本不愛她而尋短。(動畫版則沒說明這段事)

## 用語
三嶋崎
本作品舞台的城鎮。位於湘南近郊的半島。從都心搭車需要兩個小時。車站前有著商店街，天音常到那裡購物。
私立美濱學園
雄二轉學進入的學校，建於三嶋崎的埋立地上，由學校法人榊學園經營的全宿舍制學園，同時也是理事長榊道昭一年前為了女兒所創立的地方。
雖然設備一流，但學生人數卻只有五名女學生，雄二是經由特例入學的唯一男性。校舍周圍被高聳的圍牆圍住，由美子稱之為「鳥籠」。
東濱急行電鐵集團
以關東地方私鐵網「東濱急行電鐵」為中心的巨大企業，對三嶋崎的經濟發展有極大貢獻，目前的總帥是由美子父親榊道昭。
在政財界有巨大的影響力，甚至跟國土交通省有密切關係。
「會社」
雄二所屬的裡世界機關，本社位於美國。在日本藉由「赤坂」介入，以「市谷」所屬機關的名義進行活動。組織正式名稱不明，略稱為「CIRS」。
CIRS
全名「日美聯合反恐組織 中央調查部諜報二科分室」，是日下部麻子、JB、雄二工作的單位。
9029
雄二在裡世界的代號。此為「會社」中最厲害的王牌工作人員代代相繼的代號。因為12年前、前任的9029（麻子）將古巴的販毒組織以一人之力一舉殲滅而成了讓裡世界成員聞風喪膽的稱號。
私立瀧園學園
6年前天音與一姬就讀的女子學校，學生多是家境富裕的大小姐。有設立宿舍，但也可以從家裡上學。
瀧園學園巴士翻覆事故
6年前的2005年8月14日，瀧園學園籃球社成員在夏季合宿歸途時的巴士從懸崖摔落樹海，共十四人（學生十三人、教師一人）下落不明。
因為樹海擾電波，外加巴士走的並非原來的路線，導致搜查非常困難。兩週後更認為遇難者已難以存活而停止搜查。
事故發生的十八天後，在身體衰弱的天音自力下山後情況改變，得到天音提供位置的搜救隊找到了其他的遇難者。
但是其餘遇難者的屍體呈現支離破碎的狀態，此一慘狀也成了媒體報導的話題。
鮮魚超人鮪魚人
星期日早上播放的特攝英雄節目。述說有著鮪魚身體但長了人類手腳的英雄「鮪魚人」與想要征服世界的「五花肉將軍」戰鬥的故事。蒔菜是此節目的愛好者。
節目中也有出現FrontWing過去作品《星之歌》的女主角「周防奈奈乃」與「山吹蓮華」。

## 製作人員
- 製作：FrontWing
- 人物設計、原畫：渡邊明夫（榊由美子、松嶋滿、橘千鶴、等）、フミオ（風見雄二、周防天音、入巢蒔菜、春寺由梨亞、風見一姬、等）
- SD角色：ななかまい
- 編劇：木緒なち、藤崎龍太、桑島由一、かづや
- 音樂：Elements Garden

## 主題曲
| 曲名                         | 作詞     | 作曲・編曲 | 歌手     | 備考                         |
| ---------------------------- | -------- | ---------- | -------- | ---------------------------- |
| 開幕曲「終末のフラクタル」   | 桑島由一 | 藤間仁     | 飛蘭     |                              |
| 由美子篇閉幕曲「ホログラフ」 | riya     | 菊地創     | eufonius | リテラル（Piano ver.を收錄） |
| 天音篇閉幕曲「HOME」         | 桑島由一 | 菊田大介   | 橋本美雪 |                              |
| 滿篇閉幕曲「SKIP」           | 桑島由一 | 中山真斗   | 茶太     |                              |
| 蒔菜篇閉幕曲「迷いの森」     | 桑島由一 | 藤田淳平   | 佐藤裕美 |                              |
| 幸篇閉幕曲「この日のままで」 | 桑島由一 | 母里治樹   | NANA     |                              |

## 漫畫
灰色的果實
由鳴海英二擔任劇本，廣瀨周擔任作畫。是以由美子以外的四位女主角為主，按照天音→滿→幸→蒔菜的順序完成故事。
灰色的果實 〜L'Oiseau bleu〜
由Production I.G.的藤咲淳一擔任劇本，姫乃タカ擔任作畫。以由美子路線為主。

## 電視動畫
在PC版發售前的2010年10月就已宣告決定製作動畫，電視動畫於2014年10月5日起AT-X、TOKYO MX等日本電視台播出。

### 製作人員
- 原作：FrontWing
- 監督：天衝
- 角色原案：渡邊明夫、Fumio
- 系列構成：倉田英之
- 角色設計、總作畫監督：渡邊明夫
- 總作畫監督：越後光崇、桂憲一郎
- 道具設計：
- 動物道具設計：本豬木浩明
- 美術設定：鹽澤良憲
- 美術監督：井上一宏
- 色彩設計：村上智美
- 攝影監督：熊澤祐哉
- 音響監督：明田川仁
- 音樂：Elements Garden（藤田淳平、藤間仁、菊田大介、母里治樹）
- 音樂製作人：西村潤
- 製片人：小倉充俊、山川龍一郎、植木達也、兼光一博、山崎明日香
- 動畫製作人：小菅秀德
- 動畫製作：8bit
- 製作：Project GRISAIA

### 主題曲
第一季 灰色的果實
片頭曲

作詞：桑島由一，作曲、編曲：藤間仁（Elements Garden），主唱：黑崎真音
第1話、第5話、第13話未使用。
片尾曲
「Eden's Song」（第2話）
作詞：桑島由一 ，作曲、編曲：松本文紀，主唱：
（第3話、第6話－第9話）
作詞：桑島由一，作曲、編曲：藤間仁（Elements Garden），主唱：南條愛乃
第1話、第2話未使用。
「SKIP」（第5話）
作詞：桑島由一，作曲、編曲：中山真斗，主唱：茶太
「Rainy veil」（第10話－第12話）
作詞：桑島由一，作曲、編曲：藤間仁（Elements Garden），主唱：
（第13話）
作詞：桑島由一，作曲、編曲：菊田大介（Elements Garden），主唱：飛蘭
插曲
（第1話、第13話）
作曲、編曲：藤間仁（Elements Garden）
（第6話）
作詞：riya，作曲、編曲：菊地創，主唱：eufonius
（第9話）
作詞：桑島由一，作曲、編曲：藤田淳平（Elements Garden），主唱：佐藤裕美
「HOME」（第12話）
作詞：桑島由一，作曲、編曲：菊田大介（Elements Garden），主唱：橋本美雪

### 各話列表
| 話數     | 日文標題   | 中文標題           | 劇本     | 分鏡     | 演出     | 作畫監督                                                                                                | 開頭與片尾插畫    |
| -------- | ---------- | ------------------ | -------- | -------- | -------- | --- | ----------------- |
| 第一話   |            | 普通的學園生活     | 倉田英之 | 天衝     | 天衝     | 越後光崇、高澤美佳 大島緣                                                                               | 酷教信徒 麻喵子   |
| 第二話   |            | 校園殺手由美子     | 倉田英之 | 天衝     | 青柳隆平 | 杉藤早百合、大原大 石井香織                                                                             | 津留崎優 夕薙     |
| 第三話   |            | 甜食生活           | 倉田英之 | 高橋智也 | 山下英美 | 杉藤早百合、飯飼一幸 荒木裕、前田一宏                                                                   | Hisasi            |
| 第四話   |            | 銀色子彈瞄準的地方 | 倉田英之 | 佐藤真二 | 間島崇寬 | LEE SANG-MIN                                                                                            |                   |
| 第五話   | VOX IN BOX | VOX IN BOX         | 倉田英之 | 佐藤真二 | 足立華子 | 藤川太、野中正幸                                                                                        | 鶴崎貴大 川上修一 |
| 第六話   |            | 存在的理由         | 倉田英之 | 瀨藤健嗣 | 江口大輔 | 大島緣、關口雅浩 佐藤天昭                                                                               | 八重樫南          |
| 第七話   |            | 幸福的信           | 倉田英之 | 小島正士 | 森義博   | 山內則康、小林利充                                                                                      | 108號             |
| 第八話   |            | 世界樹的種子I      | 高橋龍也 | 名村英敏 | 青柳隆平 | 石井香織、矢野茜 神谷智大、高澤美佳 小島彰、大島緣 越後光崇、荒木裕 關口雅浩、石田可奈                  | 三九呂            |
| 第九話   |            | 世界樹的種子II     | 高橋龍也 | 名村英敏 | 青柳隆平 | 野中正幸、佐藤天昭 大島緣、神谷智大 矢野茜、越後光崇 石田可奈、高澤美佳 荒木裕                          |                   |
| 第十話   |            | 天使般嚎叫I        | 倉田英之 | 名和宗則 | 名和宗則 | 矢野茜、高澤美佳 熊谷勇也、神谷智大 野中正幸、小島彰 大島緣、石田可奈 山門郁夫                          | 橘由宇            |
| 第十一話 |            | 天使般嚎叫II       | 倉田英之 | 名和宗則 | 森義博   | 山內則康、小林利充 山門郁夫、LEE SANG-MIN                                                               | 有河聖            |
| 第十二話 |            | 天使般嚎叫III      | 倉田英之 | 名和宗則 | 名和宗則 | 小島彰、關口雅浩 山門郁夫、石田可奈 石井香織、前田義宏 野崎麗子、花井柚都子 臼田美夫                    | 東由希            |
| 第十三話 |            | 射界10公分         | 倉田英之 | 名村英敏 | 山岸大悟 | 野中正幸、大島緣 石田可奈、佐藤天昭 關口雅浩、神谷智大 丸藤廣貴、山門郁夫 小島彰、石井香織 LEE SANG-MIN | Fumio             |

### 播放電視台
日本深夜動畫：下文記載的日本国内播放時間使用日本標準時間（UTC+9）表示。因為部分時間标识會採用30小时制，因此請留意这类超过24:00的时间，其實際播放時間為翌日清晨。
| 播放地區 | 播放電視台   | 播放日期                | 播放時間（UTC+9）         | 所屬聯播網 | 備註           |
| -------- | ------------ | ----------------------- | ------------------------- | ---------- | -------------- |
| 日本全國 | AT-X         | 2014年10月5日－12月28日 | 星期日 20時30分－21時00分 | 衛星電視   | 有重播         |
| 東京都   | TOKYO MX     | 2014年10月5日－12月28日 | 星期日 24時30分－25時00分 | 獨立UHF局  |                |
| 京都府   | KBS京都      | 2014年10月5日－12月28日 | 星期日 24時45分－25時15分 | 獨立UHF局  |                |
| 兵庫縣   | SUN電視台    | 2014年10月5日－12月28日 | 星期日 25時00分－25時30分 | 獨立UHF局  |                |
| 日本全國 | BS11         | 2014年10月6日－12月29日 | 星期一 24時30分－25時00分 | 衛星電視   | 「ANIME+」節目 |
| 日本全國 | 萬代頻道     | 2014年10月6日－12月29日 | 星期一 25時00分 更新      | 網路電視   |                |
| 日本全國 | NICONICO直播 | 2014年10月6日－12月29日 | 星期一 25時00分－25時30分 | 網路電視   |                |
| 日本全國 | NICONICO頻道 | 2014年10月6日－12月29日 | 星期一 25時30分 更新      | 網路電視   |                |

### 映像特典
《灰色的果實》藍光和DVD各卷收錄的短篇動畫。
- 片尾曲

| 話數   | 日文標題 | 中文標題                   | 劇本     | 分鏡、演出、作畫監督 | 總作畫監督 |
| ------ | -------- | -------------------------- | -------- | -------------------- | ---------- |
| 第一話 |          |                            | かづや   | 村山公輔             | 桂憲一郎   |
| 第二話 |          |                            | かづや   | 村山公輔             | 桂憲一郎   |
| 第三話 |          |                            | かづや   | 村山公輔             | 桂憲一郎   |
| 第四話 |          | 蒔菜篇「蒔菜's Boot Camp」 | かづや   | 村山公輔             | 桂憲一郎   |
| 第五話 |          | 天音篇「夏之誘惑」         | 鳴海瑛二 | 村山公輔             | 桂憲一郎   |
| 第六話 |          |                            | かづや   | 村山公輔             | 桂憲一郎   |

### 藍光／DVD
| 卷 | 發售日         | 收錄話         | 規格編號   | 規格編號  |
| 卷 | 發售日         | 收錄話         | 藍光初回版 | DVD初回版 |
| -- | -------------- | -------------- | ---------- | --------- |
| 1  | 2014年12月25日 | 第1話－第3話   | GNXA-1721  | GNBA-3081 |
| 2  | 2015年1月28日  | 第4話－第5話   | GNXA-1722  | GNBA-3082 |
| 3  | 2015年2月25日  | 第6話－第7話   | GNXA-1723  | GNBA-3083 |
| 4  | 2015年3月25日  | 第8話－第9話   | GNXA-1724  | GNBA-3084 |
| 5  | 2015年4月22日  | 第10話－第11話 | GNXA-1725  | GNBA-3085 |
| 6  | 2015年5月27日  | 第12話－第13話 | GNXA-1726  | GNBA-3086 |

## 評價
這個作品獲得《2011年萌系遊戲大賞》的金賞。《灰色的果實》在日本美少女游戏与动画相关商品销售网站Getchu.com的2011年2月销量榜上排名第1，2011年3月排名第13，而在整个2011年上半年排名第6，全年排名第10。

## 外部連結
- FrontWing的X（前Twitter）
- PC版官方網站 （日語）
- PSP版官方網站 （日語）
- PSV版官方網站 （日語）
- NS版官方網站 （日語）
- 電視動畫官方網站 （日語）
- 灰色的果實電視動畫的X（前Twitter） （日語）
- 《灰色的果實》在視覺小說數據庫的頁面 （英文）